# 梅本さちお
梅本 さちお（うめもと さちお、本名：梅本 幸雄、1943年2月6日 - 1993年9月6日）は、日本の男性漫画家、漫画原作者。高知県土佐清水市出身。

## 来歴
2人兄弟の末っ子として出生。父親は梅本が物心つく前に満州にて戦死。母親は病弱な体質であったという。
『ボクにはボクの夢がある』（日の丸文庫）で貸本漫画デビュー。佐藤まさあき、ちばてつやのアシスタントを経て、1968年、『くじら大吾』を『週刊少年ジャンプ』創刊号から連載。その後、専属契約を嫌ってジャンプを去り、1970年より『少年キング』（少年画報社）に花登筺の原作による『アパッチ野球軍』を連載。同作は翌年にテレビアニメ化され、ヒット作となっている。そのほか、『週刊少年サンデー』（小学館）に連載された真樹日佐夫の原作による『とべない翼』などの作品を描いた。
1993年9月8日、梅本が自宅アパートで倒れて亡くなっているのを親族によって発見された。50歳没。死因は脳溢血で、死亡して2日近く経過していた。

## 作品リスト

### 連載作品
- くじら大吾[9]（『週刊少年ジャンプ』1968年創刊号[6] - 11号[10]）

田舎の巨漢の中学生が上京し、廃止の危機にある夜間中学を守る。
- 忍者太閤記 戦国NO.1（原作：福本和也、『少年ブック』1968年2月号 - 8月号） - 作画担当
- 流星球団（原作：福本和也、『少年ブック』1968年9月号 - 1969年4月号（最終号）） - 作画担当
- 爆発野郎（『週刊少年ジャンプ』1969年1号 - 14号）
- 挑戦者ケーン（『週刊少年ジャンプ』1969年15号 - 24号）
- 荒っくれ!（『週刊少年ジャンプ』1969年25号 - 1970年15号）
- 一匹のおれ（原作：辻真先、『週刊少年サンデー』1970年15号 - 20号） - 作画担当
- とべない翼（原作：真樹日佐夫、『週刊少年サンデー』1970年25号 - 1971年17号） - 作画担当
- アパッチ野球軍（原作：花登筺、『少年キング』1970年35号 - 1972年26号） - 作画担当
- 真紅のボウラー（『週刊少年チャンピオン』1971年31号 - 1972年41号）
- ばくろう（『少年キング』1972年34号 - 1973年3号）
- 青春アタッカー（『週刊少年チャンピオン』1972年46号 - 1973年50号）
- リトルの団ちゃん（『月刊少年チャンピオン』1973年5月号 - 1979年3月号）
- K助の絵日記シリーズ（『少年キング』1973年12、17、21、26、31、38、44、49号） - シリーズ読切、9話から「スタンバイK助」として連載
- スタンバイK助（『少年キング』1974年1号 - 1975年17号）
- 風の番長（原作：雁屋哲、『別冊少年マガジン』1974年9月号 - 1975年1月号） - 作画担当
- そこどけ球団（『どっかんV』1977年4月号（創刊号） - 1979年1月号）
- 海男児（『月刊少年チャンピオン』1979年5月号 - 1979年11月号）
- 魔剣士 - マッケンジー -（作画：門馬もとき、『週刊少年ジャンプ』1981年20号 - 32号） - 原作担当
- 中学大リーガー（『パワァコミック』1975年 - 1976年）
- つむじ風のあいつ（『小学六年生』1970年11月号 - 1971年1月号）
- 監督くん（『小5時代』1977年度）
- あらくれ球野（『小5時代』1978年度）
- パパあにき（『小5時代』1979年度）
- ジャンケンＧＯ！（『中一時代』1983年4月号 - 1983年9月号）
- たたかいの海（『中学三年コース』1973年4月号 - 1973年9月号）
- 俺はアラシ（『中学三年コース』1973年10月号 - 1974年3月号）
- どすこい大太郎（『中学三年コース』1974年4月号 - 1974年9月号）
- 荒らくれエース（『中学三年コース』1974年10月号 - 1975年3月号）
- あて馬モッサ（『リイドコミック』1977年）
- 軍隊教師（『週刊漫画ゴラク』1978年 - 1979年 シリーズ読切）

### 読切・短編
- 俺は逆転屋（『まんがジャイアンツ』1967年5月号）
- 鮫打ちエース（『少年ブック』1968年）
- 悪三匹（『少年ブック』1969年4月号ふろく）
- ああ沖縄健児隊（原作：福本和也、『週刊少年マガジン』1968年7号） - 作画担当
- サイレン大将（『少年ジャンプ』1969年8月20日増刊号）
- ぶっつけ大本番！（『週刊少年チャンピオン』1970年12号）
- さすらいのボウラー（『週刊少年チャンピオン』1970年22号）
- 高校生ボウラー（『別冊少年チャンピオン』1971年6月号）
- どしゃぶり球場（『別冊少年チャンピオン』1973年春季号）
- トツゲキー進（『週刊少年チャンピオン』1974年5号）
- 丸太にのった少年（『別冊少年マガジン』1975年3月号）
- 伊豆王（『週刊少年アクション』1976年2号、3号）
- M25やくざ作戦（原作：史村翔、『週刊少年マガジン』1976年46号） - 作画担当[11]
- 荒くれの海（『月刊少年チャンピオン』1979年4月号）
- 海バカ二代（『月刊少年チャレンジ』1979年7月号）

### 貸本
- 戦慄の魔弾
- 俺のでっかい夢
- 朝を呼ぶ少年達
- 地下鉄三次
- 続地下鉄三次
- 一二の三四郎

### 描き下ろし単行本
- 影武者ジャイアンツ（原作：新宮正春） - 作画担当
- ぎょうせい学参まんが歴史人物なぜなぜ事典
- まんがで読む世界の名作オペラ8巻、10巻